# 安藤友香
安藤 友香（あんどう ゆか、1994年3月16日 - ）は、日本の陸上選手（専門は中距離走・長距離走・マラソン）。しまむら（埼玉県さいたま市）所属。
両手をダラリと下げて両腕を大きく振らず、上下動を少なくしてヒタヒタと走行する独特なフォームは忍者走りと称されている。

## 経歴・人物

### 高校卒業まで
岐阜県海津市出身。海津市立大江小学校→海津市立日新中学校→豊川高等学校卒業。
小学校時代は自宅から学校まで徒歩で片道30分であり、毎日往復1時間の徒歩通学を続けたという。また、中学校に入学した際はハンドボールをやりたくてハンドボール部に入部したが、部員が多かったために陸上競技部へ転部した。中学校時代は800mと1500mを中心に競技に取り組んでいた。中学校時代に2度皇后盃全国都道府県対抗女子駅伝競走大会（2008年、2009年）に岐阜県代表として出場していずれも第3区を走っている。
2009年に陸上競技の名門である愛知県の豊川高等学校に進学、高校時代の全国高等学校総合体育大会成績は2010年沖縄県大会の女子3000mで第18位（9分37秒19）という記録が残る。また全国高等学校駅伝競走大会女子の部では豊川高等学校のメンバーとして1年次（2009年・第21回）には2区を、3年次には1区を走って 総合優勝に貢献した。

### 社会人以降

#### スズキ浜松アスリートクラブ時代
高等学校卒業後はスポーツ用品メーカー・ミズノが運営するチームミズノアスレティック入りするも、わずか2年で時之栖へ移籍する。時之栖時代も長く続かず、2014年にスズキ浜松アスリートクラブへ移籍、そこでコーチの里内正幸の指導などもあり、ランニングフォームを改造するなどして躍進するようになる。
2016年、世界ハーフマラソン選手権大会（カーディフ / イギリス）に日本代表として出場して日本人最高の10位と奮闘した。同年のリオデジャネイロオリンピック出場を賭けた第100回日本陸上競技選手権大会では女子10000mで13位、女子5000mで20位 と振るわなかったためにオリンピック出場はならなかった。
2017年3月12日、自身初のフルマラソンとなった名古屋ウィメンズマラソンに一般参加選手として出場、ユニスジェプキルイ・キルワ（バーレーン）に序盤からピタリと食いつくように並走、中盤から両者の一騎打ちの形になり終盤でキルワに突き放されるもペースを落とすことなく最後まで走り切り、2時間21分36秒のタイムで総合2位でゴールインした。このタイムは日本歴代第4位にして、初マラソンにおける日本人最高記録であった。また、同年8月開催予定の第16回世界陸上競技選手権大会（ロンドン / イギリス）の女子マラソンの派遣設定記録である2時間22分30秒を突破、日本代表選手に選出された（ほかスズキ浜松所属の清田真央も、名古屋ウィメンズマラソンで2時間23分47秒の好タイムで総合3位に入り、安藤と共に世界陸上ロンドン大会女子マラソン日本代表に選出された）。
2017年8月6日、2度目のフルとなる世界陸上ロンドン大会・女子マラソン本番に出場。しかしレース中盤の20km付近で、2位集団のペースアップについていけず、メダル争いから脱落。結局日本女子トップで16位の清田とは55秒遅れの総合17位に留まり、8位入賞も遠く及ばなかった。
2018年1月28日、フル3度目の大阪国際女子マラソンに出走。序盤から5km毎に17分05秒前後で走るペースメーカーについたが、20km手前で給水ミスを犯した。その後、25km過ぎに前田穂南（2位・天満屋）の飛び出しに反応出来ず、さらに28km地点では、今回初マラソンだった松田瑞生（優勝・ダイハツ）のロングスパートにも突き離されて、優勝争いから脱落。それでも安藤は3位の位置をキープしたまま、2時間27分台でフィニッシュし、マラソングランドチャンピオンシップ（2020年東京オリンピック女子マラソン選考会）への出場権を獲得した。なお、ゴール後の安藤は「（中間点過ぎで）誰かが動くと予想していたが、前田選手が出てくるとは。気持ちで引いてしまった」と悔しがるも、給水地点でスペシャルドリンクを撮り損ねた後、優勝した松田からドリンクを受け取ったシーンで「改めてマラソンの魅力だと感じた。松田選手の人間性は見習いたい」と感謝していた。

#### ワコール時代
所属先だったスズキ浜松アスリートクラブの指導陣が、2018年末に一斉に退任したことを受けて、2019年2月1日付でワコールへ移籍した。
2019年4月28日、ワコールのチームメイトである一山麻緒とともにロンドンマラソンに出走し、2時間26分47秒、総合13位となった。
2019年9月15日、MGC・女子マラソン本番に出場。スタート直後からハイペースで飛ばす一山・福士加代子を含むワコール勢の先頭集団へ積極的についていったが、18Km付近で優勝争いから脱落。以降は大きくスローダウンし、数人の女子選手に追い抜かれていき、2時間36分台の8位に終わった。
2020年3月8日、MGCファイナルチャレンジ第3弾の名古屋ウィメンズマラソンへ出走。降雨の中、レース序盤から高速ペースで進む先頭集団についていったが、30Km手前でロングスパートを仕掛けた、同僚の一山麻緒から徐々に離される。一時は一般エリート参加の佐藤早也伽（積水化学）にも遅れを取ったが、レース終盤で佐藤を逆転。結果、優勝し東京五輪女子マラソン日本代表に決定した一山に続いて、2時間22分台の総合2位・日本女子2位に入った。
2021年8月7日、2020年東京オリンピックの陸上競技女子10000m決勝に出場し32分40秒77で22位となった。

#### しまむら時代
2024年8月1日付において、ワコールからしまむらへ移籍した。

## 主な戦歴（マラソン以外）
- 2010年3月、世界クロスカントリー選手権大会、ジュニア女子 22分22秒で、22位[29]
- 2012年1月、皇后盃全国都道府県対抗女子駅伝競走大会、第2区（4 km）区間賞 12分22秒[30]
- 2015年1月、皇后盃全国都道府県対抗女子駅伝競走大会、第1区（6 km）区間賞 19分15秒[31]
- 2016年1月、皇后盃全国都道府県対抗女子駅伝競走大会、第1区（6 km）区間賞 19分19秒[32]
- 2016年2月、香川丸亀国際ハーフマラソン 1時間10分10秒で4位、日本人トップ[33]
- 2016年3月、世界ハーフマラソン選手権大会 1時間10分34秒で10位、日本人トップ[11]
- 2021年2月、全日本実業団ハーフマラソン 1時間09分54秒で優勝[34]

## マラソン全成績
| 年月       | 大会                               | 順位 | 記録          | 備考                                               |
| ---------- | ---------------------------------- | ---- | ------------- | -------------------------------------------------- |
| 2017年3月  | 名古屋ウィメンズマラソン           | 2位  | 2時間21分36秒 | 初マラソン日本最高・世界陸上ロンドン大会選考レース |
| 2017年8月  | 世界陸上ロンドン大会女子マラソン   | 17位 | 2時間31分31秒 | 日本女子では清田真央に次ぎ2着                      |
| 2018年1月  | 大阪国際女子マラソン               | 3位  | 2時間27分37秒 | MGCシリーズ第3弾（2020年東京オリンピック選考会）   |
| 2019年4月  | ロンドンマラソン                   | 13位 | 2時間26分47秒 | 日本人女子トップ                                   |
| 2019年9月  | マラソングランドチャンピオンシップ | 8位  | 2時間36分29秒 | 2020年東京オリンピック・女子マラソン日本代表選考会 |
| 2020年3月  | 名古屋ウィメンズマラソン           | 2位  | 2時間22分41秒 | MGCファイナルチャレンジ第3弾                       |
| 2022年3月  | 名古屋ウィメンズマラソン           | 2位  | 2時間22分22秒 | 日本人女子トップ                                   |
| 2023年1月  | 大阪国際女子マラソン               | 3位  | 2時間22分59秒 | MGCシリーズ第3弾（2020年東京オリンピック選考会）   |
| 2023年10月 | マラソングランドチャンピオンシップ | 9位  | 2時間27分47秒 | 2024年パリオリンピック・女子マラソン日本代表選考会 |
| 2024年3月  | 名古屋ウィメンズマラソン           | 優勝 | 2時間21分18秒 | MGCファイナルチャレンジ第2弾・自己記録             |